# 잇시키정
잇시키정(일본어: 一色町)은 아이치현의 중남부 하즈 군에 있던 정이다. 2011년 4월 1일, 니시오시에 편입되어 소멸하였다.
카네이션 생산과 뱀장어 양식으로 알려져있다.

## 지리
미카와 만에 접하고 있고 미카와 만내의 사쿠섬도 정역에 포함한다. 야하기강 삼각주 끝의 간척지 상에 있기 때문에 마을 전체가 저평지이다. 야하기강은 1605년에 산과 들을 깎아 된 유로에 의해 니시오시와 헤키난시의 경계로부터 흘러나오고 있지만 그 이전에는 잇시키정 동쪽의 기라정과의 경계에 하류부가 있었다. 예전의 본류는 야하기후루강으로 불린다.

## 역사
중세에는 아시카가씨의 분가인 잇시키씨가 본거지를 두었다. 에도 시대에 정역의 대부분은 니시오번의 영지였다. 나머지는 오타키번령과 마쓰다이라 축후수령이었다.
- 1923년 10월 1일 - 정으로 승격하였다.
- 1954년 8월 1일 - 사쿠시마촌을 편입하였다.

## 교통

### 도로
- 국도 247호선